# Блюмм, Оскар
Оскар Блюмм (нем. Oskar Blümm; 26 июня 1884 — 12 декабря 1951) — немецкий военачальник, генерал-лейтенант вермахта, командующий 57-й пехотной дивизией во время Второй мировой войны. Кавалер Рыцарского креста Железного креста, высшего ордена нацистской Германии. Взят в плен союзниками в 1945 году. Освобождён из плена в 1947 году.

## Награды
- Железный крест 2-го класса (28 сентября 1914) (Королевство Пруссия)
- Железный крест 1-го класса (14 марта 1916)
- Орден «За военные заслуги» 4-го класса с короной и мечами (Королевство Бавария)
- Медаль «За храбрость» (Великое герцогство Гессен)
- Почётный крест Первой мировой войны 1914/1918 с мечами (15 февраля 1935)
- Медаль «В память 13 марта 1938 года»
- Медаль «В память 1 октября 1938 года»
- Пряжка к Железному кресту 2-го класса (24 сентября 1939)
- Пряжка к Железному кресту 1-го класса (6 октября 1939)
- Медаль «За зимнюю кампанию на Востоке 1941/42»
- Рыцарский крест Железного креста (23 ноября 1941)